# Caratteristiche dei materiali
Le caratteristiche dei materiali sono quelle che si riferiscono all'intima struttura degli stessi (ad esempio il colore, la forma, la struttura chimica, la deformazione, l'elasticità, la conduttività e la propagazione) come anche alla loro capacità di resistenza alle sollecitazioni esterne (proprietà meccaniche), o al comportamento nelle varie fasi della loro lavorazione (proprietà tecnologiche).
Le caratteristiche dei materiali possono essere suddivise in:
- proprietà chimiche o fisiche;
- proprietà meccaniche;
- proprietà tecnologiche.

## Proprietà chimico-fisiche
Le proprietà chimico-fisiche caratterizzano il comportamento e lo stato di un materiale durante le trasformazioni chimiche o fisiche. Sono la conseguenza della struttura e della composizione chimica del materiale. 
Le più ricorrenti sono:
| Proprietà                  | Unità di misura SI |
| -------------------------- | ------------------ |
| Peso specifico             | newton/m³          |
| Densità (o massa volumica) | kg/m³              |
| Temperatura di fusione     | kelvin             |
| Temperatura di ebollizione | kelvin             |
| Calore specifico           | J/(kg K)           |
| Conduttività termica       | W/(m K)            |
| Conduttività elettrica     | S/metro            |
| Dilatabilità termica       | °C−1               |
| Resistenza alla corrosione |                    |
| Permeabilità               |                    |
| Opacità                    |                    |
| Colore                     |                    |

## Proprietà meccaniche
Riguardano le capacità di resistere a sollecitazioni.
Tra le proprietà meccaniche si annoverano:
| Proprietà                          | Unità di misura SI |
| ---------------------------------- | ------------------ |
| Resistenza a trazione              | Pa                 |
| Resistenza a compressione          | Pa                 |
| Resistenza a lacerazione o strappo | Pa                 |
| Resistenza a piegatura             |                    |
| Resistenza allo scoppio            |                    |
| Resistenza all'allungamento        |                    |
| Durezza                            |                    |
| Resistenza alla fatica             |                    |

## Proprietà tecnologiche
Le proprietà tecnologiche sono quelle proprietà che non si trovano in natura ma invece derivano da trattamenti fatti dall'uomo. Tra le proprietà tecnologiche si hanno:
- Lavorabilità
- Malleabilità
- Fusibilità
- Saldabilità
- Temprabilità
- Duttilità
- Plasticità
- Curvabilità
- Invecchiamento
- Estrudibilità
- Imbutibilità
- Truciolabilità